# Luis de Quiñones Osorio
Luis de Quiñones Osorio (Valladolid, España - Santiago del Estero, Gobernación del Tucumán, 1622) fue un funcionario español del siglo XVII. Se destacó por haber sido juez de la Real Audiencia de Charcas y gobernador del Tucumán entre 1611 y 1619.

## Biografía
Luis de Quiñones Osorio nació en Valladolid, España. Fue caballero del hábito de Alcántara y señor de la casa y solar antiguo de San Ramón de los Quiñones y de la Villa de Quintanilla, en el Reino de León. Era un hombre de limpia conciencia, pacífico y piadoso. Contrajo matrimonio con doña María de Quiñones y Guzmán.
Durante más de diez años se desempeñó como juez de la Real Audiencia de Potosí y más tarde fue juez de la Real Audiencia de Charcas. Gozaba de fama de funcionario honrado. En 1611 fue nombrado gobernador del Tucumán.
Estuvo muy vinculado con la Compañía de Jesús y en su testamento dejó un importante legado de bienes para que los jesuitas fundaran su colegio en la ciudad de La Rioja.
Al terminar su mandato se radicó en Santiago del Estero, donde falleció en 1622. A su solicitud fue sepultado en la iglesia jesuita de La Rioja.

## Gobierno del Tucumán (1611-1619)
El 11 de abril de 1611 el nuevo gobernador Luis de Quiñones Osorio recibió el mando del saliente Alonso de Ribera. Durante su gobierno alivió a los indígenas de los trabajos excesivos a los que los sometían sus encomenderos. Veló por la estricta observancia de las Ordenanzas de Alfaro.
El 11 de diciembre de 1611 arribó a Santiago del Estero el doctor Francisco de Alfaro, oidor de la Audiencia de Charcas, en su función de visitador general. Al día siguiente se convocó una reunión a la que asistieron el gobernador Luis de Quiñones Osorio, el obispo Hernando de Trejo y Sanabria, el padre provincial jesuita Diego de Torres, el tesorero de la catedral Francisco de Salcedo, el franciscano Gerónimo Barrientos, el custodio fray Cristóbal de Ayala, el mercedario Pedro Guerra y otras autoridades, a los efectos de analizar sobre si era lícito o no el servicio personal de los naturales, en la forma en que se estaba practicando. Y se resolvió que no lo era. De esa manera reglamentó el servicio de mita que debían prestar los indígenas y a principios de 1612 se sancionaron las Ordenanzas de Alfaro. El gobernador se encargó de visitar toda la región y puso mucho celo en quitar el servicio personal, preocupado por los abusos de los españoles.
Ante las constantes crecidas del río Famayfil, los vecinos de San Juan Bautista de la Ribera pidieron al gobernador Quiñones Osorio el traslado de la ciudad en 1612. Finalmente, ordenó que se trasladara esta ciudad con el nombre de San Juan Bautista de la Paz, con lo cual de esta manera la ciudad regresó al lugar de su primera fundación en el valle de Quinmivil.
En 1613 el gobernador Quiñones y Osorio envió una carta al rey informando acerca del estado de la provincia. Informaba que se quitó el servicio personal de los aborígenes.
El 5 de julio de 1615 un voraz incendio destruyó por completo la Catedral de Santiago del Estero. El 18 de julio de 1615 se reunieron en la casa del gobernador Quiñones los integrantes del Cabildo, los del Cabildo eclesiástico, los prelados de las distintas órdenes religiosas y todas las personas preocupadas, y decidieron allí construir un nuevo templo. Este fue habilitado el 30 de enero de 1617.
El gobernador dictó medidas a favor de la agricultura y la ganadería, disponiendo la repoblación de haciendas. Prohibió la exportación de ganado al Perú y la matanza discrecional de vacunos que se realizaba al solo efecto de hacer cuero y cebo. Sólo autorizó sacrificar lo estrictamente necesario para la alimentación de españoles e indígenas. También prohibió matar terneros hembras.
El gobierno de Quiñones Osorio fue uno de los más pacíficos que tuvo el Tucumán y concluyó su mandato en mayo de 1619.